# Byggvattensjön
Byggvattensjön är en sjö i Sundsvalls kommun i Medelpad och ingår i Ljungans huvudavrinningsområde. Sjön har en area på 0,113 kvadratkilometer och ligger 434,7 meter över havet. Sjön avvattnas av vattendraget Byggvattensjöbäcken.

## Delavrinningsområde
Byggvattensjön ingår i det delavrinningsområde (693249-154082) som SMHI kallar för Mynnar i Hemgravsån. Medelhöjden är 361 meter över havet och ytan är 5,36 kvadratkilometer. Det finns inga avrinningsområden uppströms utan avrinningsområdet är högsta punkten. Byggvattensjöbäcken som avvattnar avrinningsområdet har biflödesordning 3, vilket innebär att vattnet flödar genom totalt 3 vattendrag innan det når havet efter 61 kilometer. Avrinningsområdet består mestadels av skog (86 procent). Avrinningsområdet har 0,11 kvadratkilometer vattenytor vilket ger det en sjöprocent på 2,1 procent.